# Harold Ross
Pour les articles homonymes, voir Ross.
Harold Wallace Ross (né le 6 novembre 1892 à Aspen, mort le 6 décembre 1951 à Boston) est un journaliste américain. Il a fondé le journal The New Yorker en 1925, et en a été le rédacteur en chef jusqu'à sa mort.

## Biographie

### Jeunesse
Harold Wallace Ross est né à Aspen, dans le Colorado, d'une famille d'immigrés écossais et irlandais. Son père, George Ross, est un mineur et sa mère, Ida Martin, est une maîtresse d'école.
Alors qu'il est âgé de 8 ans, les prix du minerai d'argent extrait des mines où travaille son père s'effondrent et il déménage avec sa famille d'abord à Red Cliff, puis à Silverton et enfin à Salt Lake City. Il publie quelques articles dans The Salt Lake Tribune puis dans The Denver Post (il vit en effet chez son oncle à Denver pendant quelques années après avoir abandonné l'école) avant d'être engagé comme journaliste au Salt Lake Telegram.
À l'âge de 25 ans, il a déjà travaillé pour sept journaux différents dont The Atlanta Journal-Constitution, The Brooklyn Daily Eagle et The San Francisco Call. Pendant ces années, il couvre notamment le procès successif au lynchage de Leo Frank.
Pendant la Première Guerre mondiale, il est enrôlé dans l'armée américaine et envoyé en France. Il y travaille alors pour le journal Stars and Stripes, un quotidien publié pour les forces armées des États-Unis en service à l’étranger, et il y rencontre notamment Alexander Woollcott (qui appartiendra ensuite comme lui au cercle littéraire Algonquin Round Table à New York) ainsi que la journaliste féministe Jane Grant, qui deviendra sa femme.
Après la guerre, il retourne aux États-Unis et s'installe à New York où il devient rédacteur en chef de The Home Sector, un magazine destiné aux vétérans, qui sera ensuite absorbé par la American Legion Weekly. D'avril à août 1924, il est ensuite un des rédacteurs du magazine satirique Judge.